# Hammurabi II
Hammurabi II (fl. XVII secolo a.C.) è stato l'ottavo sovrano di Yamhad (Aleppo), sovrano oscuro succeduto forse a Irkabtum.

## Identità
Hammurabi II è stato a volte confuso con Hammurabi III, il re di Yamhad che è stato menzionato come figlio del re di Halab negli Annali di Ḫattušili I.
Le tavolette di Alalakh AlT 21 e AlT 22 (naturalmente create prima della distruzione di Alalakh) menzionano Hammurabi come re, mentre l'Hammurabi menzionato negli annali ittiti (dopo la distruzione di Alalakh) fu attestato come figlio del re Yarim-Lim e fin da quando Alalakh fu distrutta mentre Yarim-Lim III fu re, quindi l'Hammurabi nelle tavolette AlT 21 e 22 non può essere l'Hammurabi figlio e successore di Yarim-Lim III.

## Posizione e successione
Non si sa nulla su Hammurabi II (eccetto la sua esistenza). Non è nota la sua filiazione, ma dato che è menzionato prima della distruzione di Alalakh (e Yarim-Lim III era re durante e dopo la sua distruzione) allora gli sarebbe succeduto Yarim-Lim III (ma anche questo non è noto).